# تيد هاريس
تيد هاريس هو لاعب هوكي الجليد كندي، ولد في 18 يوليو 1936 في وينيبيغ في كندا.

## وصلات خارجية
- تيد هاريس على موقع دوري الهوكي الوطني (الإنجليزية)
- تيد هاريس على موقع قاعة مشاهير الهوكي (لاعب أن.إتش.أل) (الإنجليزية)
- تيد هاريس على موقع EliteProspects.com (الإنجليزية)
- تيد هاريس على موقع HockeyDB.com (الإنجليزية)
- تيد هاريس على موقع Hockey-Reference.com (الإنجليزية)